# 万国正義院

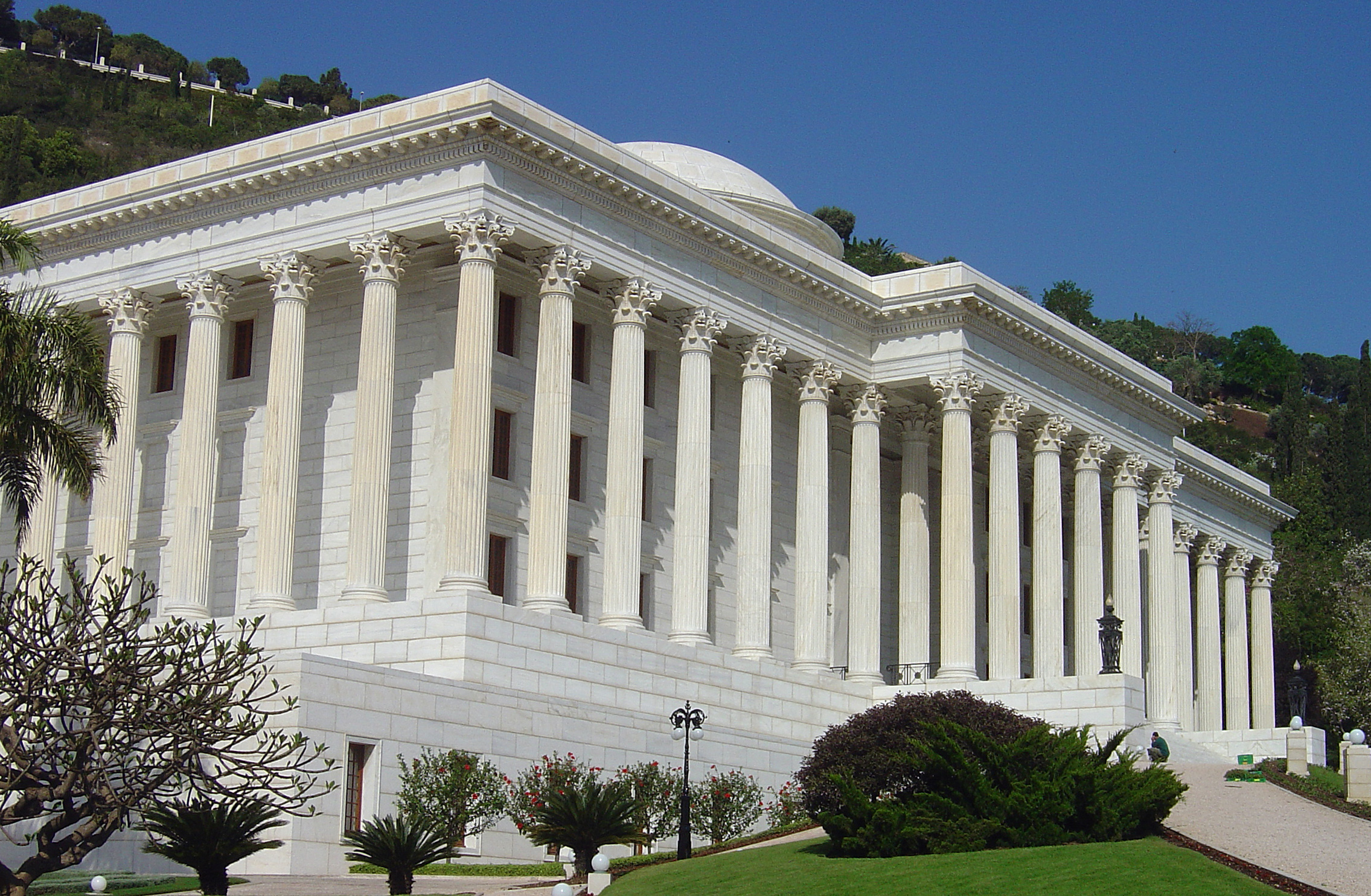
万国正義院

万国正義院（The Universal House of Justice）はバハイ信教における最高管理機関であり、世界中の信者による互選によって選ばれた9人のメンバーがそれに当たる。任期は5年。イスラエルハイファ市のカルメル山に所在する。

## 歴史
バハオラはケターベ・アクダスによって正義院の設立を規定し、その機能を定義した。その機関の責任も、バハオラの他の書簡を含む様々な著述に詳細に記されている。それらでは、正義院の宗教に関する権威について仮定し、自分によってカバーされなかった問題を処理するであろう、と書いている。また、その機関のメンバーは神の霊感を信頼し、すべての民族に敬意を持ち、名誉を守るであろうと述べている。
その後にアブドル・バハは、彼の意志と遺訓のなかで構成と選挙について概説した。彼は万国正義院はバハオラの保護の下にあり、誤りから免れ、それに服従することが義務であると書いた。アブドル・バハは、各国地域の精神行政会（地域正義院）や全国精神行政会（全国正義院）と、最高機関としての万国正義院を分けるために最初にその名称を使用した。また、その機関の決定は多数決か満場一致が好ましく、そのメンバーは全国精神行政会から選ばれるだろうと述べた。
1951年に9つの全国精神行政会があり、ショーギ・エフェンディは国際バハイ評議会のメンバーを任命し、これを国際的な正義院の胚と呼んだ。1957年のショーギ・エフェンディの不測の死の後、大業の翼成者と呼ばれるバハイ信教の当時の指導者たちは宗教事務を管掌し、10年の改革運動（ショーギ・エフェンディによって制定された国際的な教育計画）の終わりに1963年に万国正義院の選挙が行われるだろうと発表した。
1961年、国際バハイ評議会は全国精神行政会の会員によって選挙された期間に変更した。1963年4月に、最初の万国正義院が56の全国精神行政会によって選挙された。選挙の日は1963年4月の10年改革運動の完成、およびレズワンの庭においてのバハオラの公宣言の100年記念日と一致した。以来、万国正義院はバハイ信教の宗教の最高機関として活動している。

## 選挙過程
世界中の成人のバハイ教徒による複式投票および無記名投票による三段階選挙による。指名、選挙活動なしで選ばれ、世界中すべての成人男性会員が当選資格を有している。機関は5年ごとに全国精神行政会または地域精神行政会の会員によって選ばれる。全国精神行政会の会員（彼ら自身も地方のバハイ教徒によって選ばれた）は9人の成人男性のバハイ教徒に投票する。不在投票は郵送か代理人によって運ばれる。最高票を得た9人が万国正義院に選ばれる。女性は被選挙権を有せず、アブドル・バハは「このことについての知恵は今後明らかになるであろう、女性と男性は精神性（霊性）において等しい」と述べた。このことについてはバハイ信教と性平等を参照。
最近の本選挙は2013年4月29日、157か国の全国精神行政会から1000人を超えるバハイ教徒がハイファのバハイ世界センターでの第11回国際バハイ会議に集まり行われた。ハイファで出席した人の他に400の不在投票があり、総計1500以上の投票があった。この選挙で1963年での最初の選挙から50周年記念を迎えた。

## 職務と責任
- 個々にも、集団的にもバハイ教徒の生活を特徴づける精神的性質を促進する。
- バハイ信教の聖典の文言を保全する。
- 世界のバハイ共同体を抑圧と迫害から守り、保護する。
- 精神世界の保存と開発およびバハイ信教管理の中心となる。
- 共同体の成熟と成長の促進と管理。
- 各個人の権利、自由、発議権の保護。
- バハイ信教の法と原理を適用すること。
- 時代の必要に従って、聖典に定まっていない法の確立と廃止、変更。
- バハイ法違反に対する制裁を宣言し、それに関わる論争の調停すること。
- 宗教資産の管理およびホゴゴラなどすべての基金の処理。

更に、万国正義院は人類の一般的福利に対するポジティブな影響を及ぼすようバハオラに教えられている。世界の国家間の恒久の平和を促進するために、民衆の訓練、国家の確立、個人の保護とその名誉の保護を保証する。